# هاوال اچ۷
هاوال اچ۷ (به انگلیسی: Haval H7) یک خودروی کامپکت اس‌یووی است که توسط شرکت هاوال در بازار چین از اوایل ۲۰۱۵ عرضه می‌شود.

## بررسی
هاوال اچ۷ در سال ۲۰۱۵ در بازار چین عرضه شد. قیمت این خودرو در چین از ۱۲۵٬۰۰۰ یوان تا ۱۷۵٬۰۰۰ یوان است.

## هاوال اچ۷ال
نمونه ۷ سرنشینهٔ این خودرو است که بعد از مدت کوتاهی از ارائه اچ۷ با لوگوی قرمز رنگ به بازار ارائه شد. طول این خودرو ۲۰۰ میلی‌متر از نمونه اصلی بیشتر است.

## نگارخانه

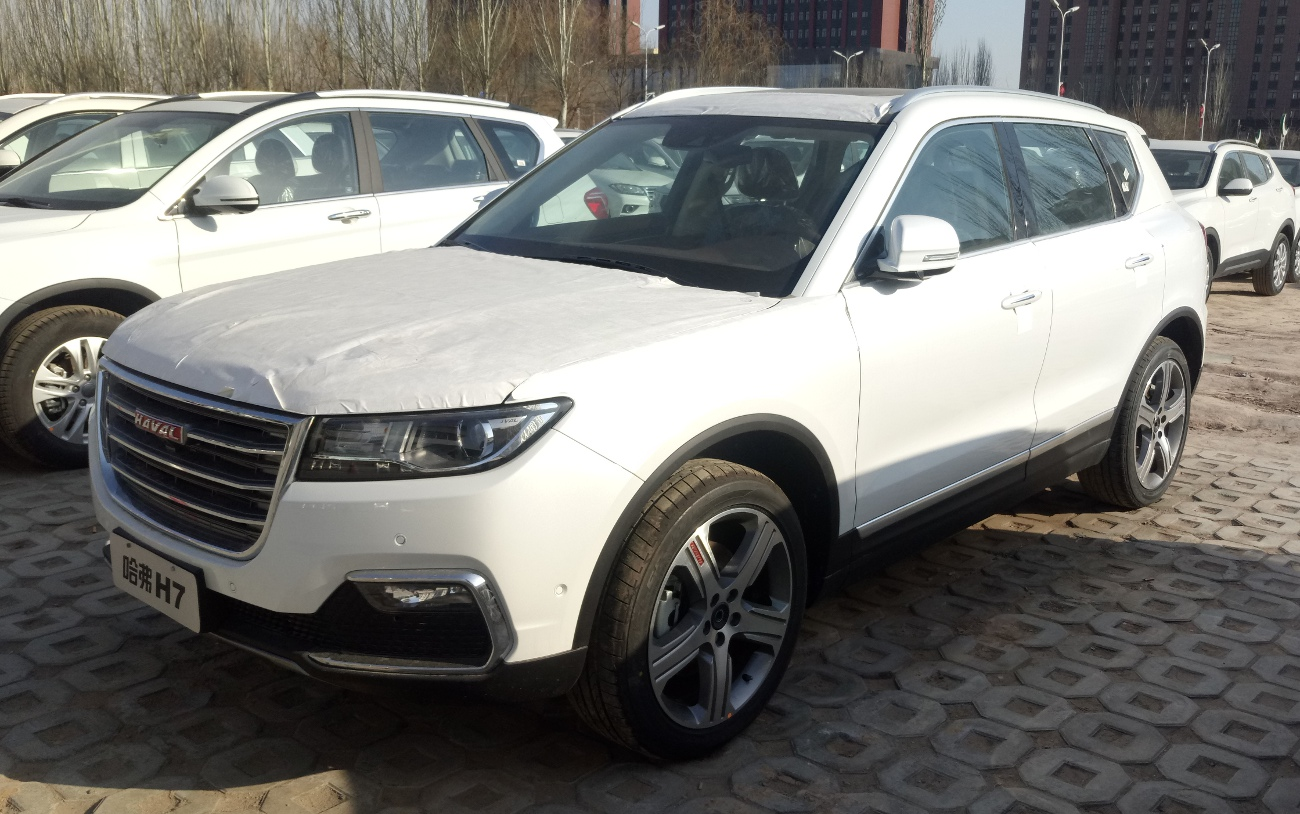
نمونهٔ لوگو قرمز هاوال اچ۷، نمای جلو
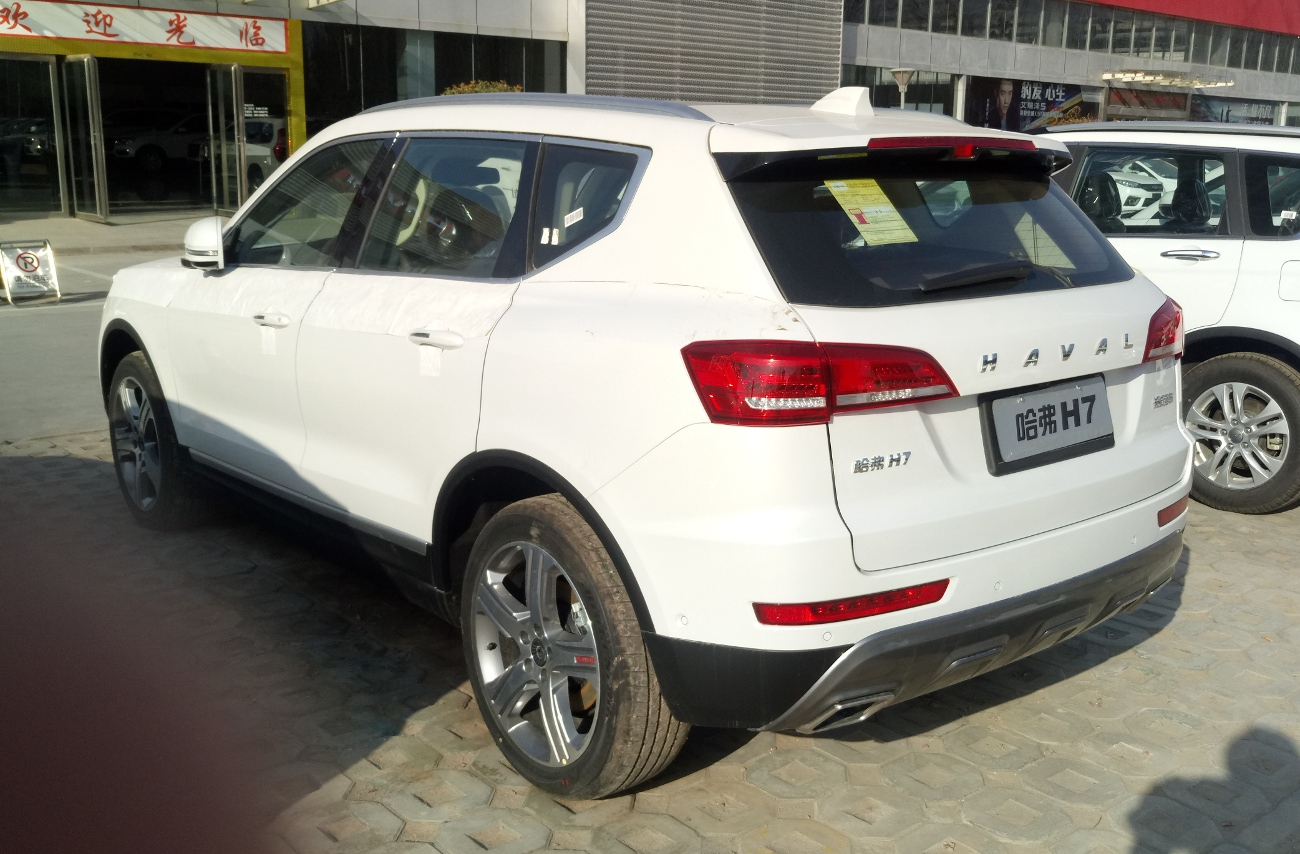
نمونهٔ لوگو قرمز هاوال اچ۷، نمای عقب
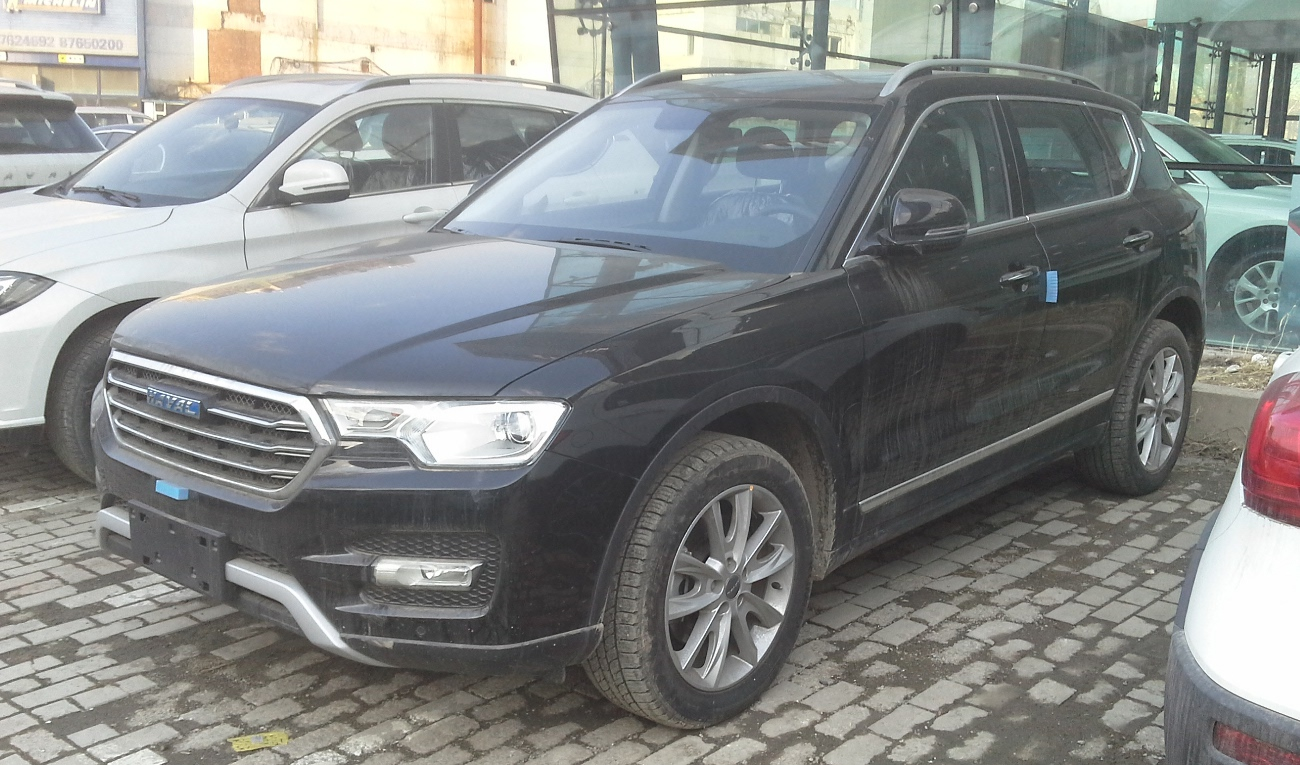
نمونهٔ لوگو آبی هاوال اچ۷، نمای جلو
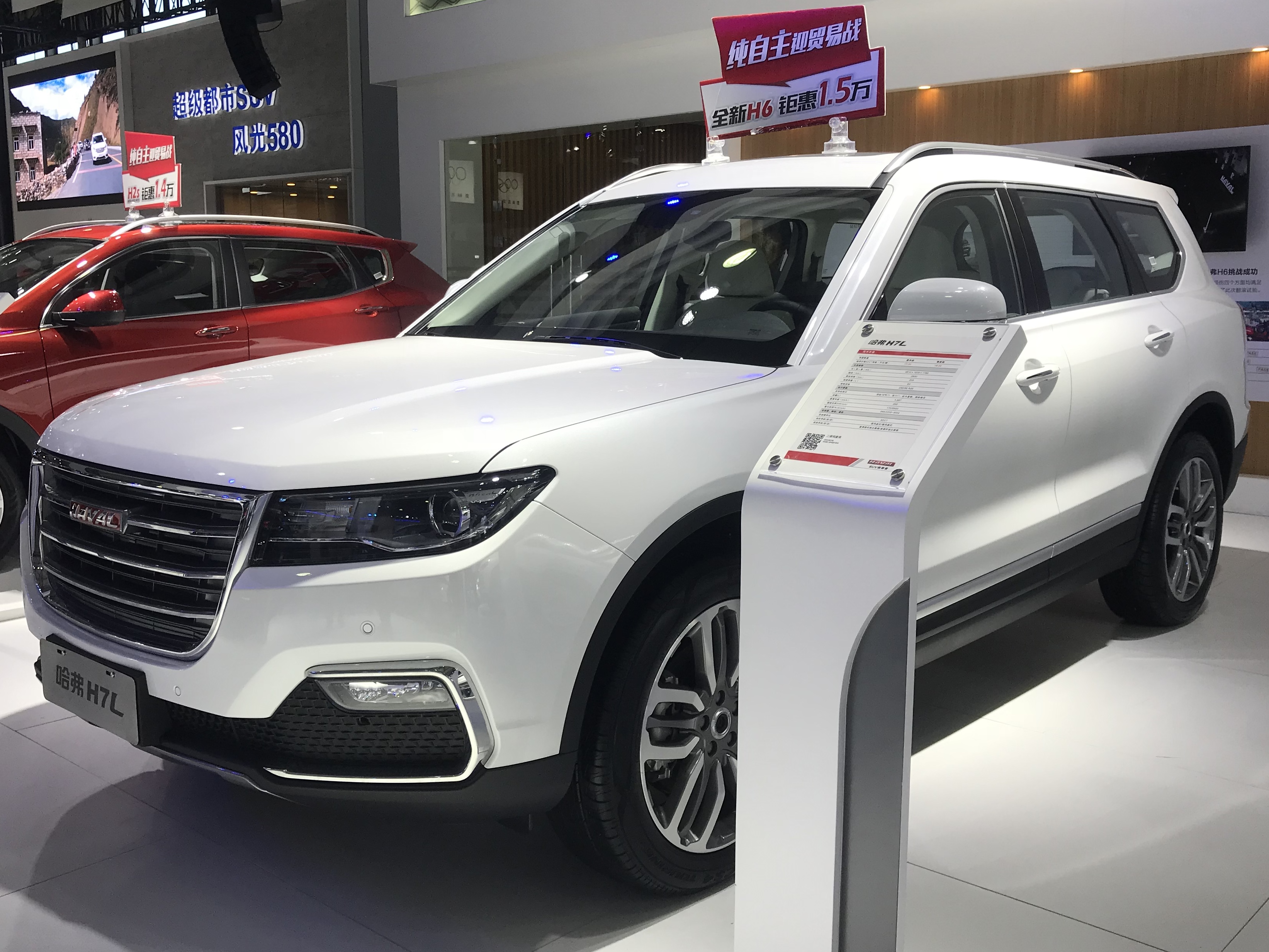
نمونهٔ لوگو قرمز هاوال اچ۷ال، نمای جلو
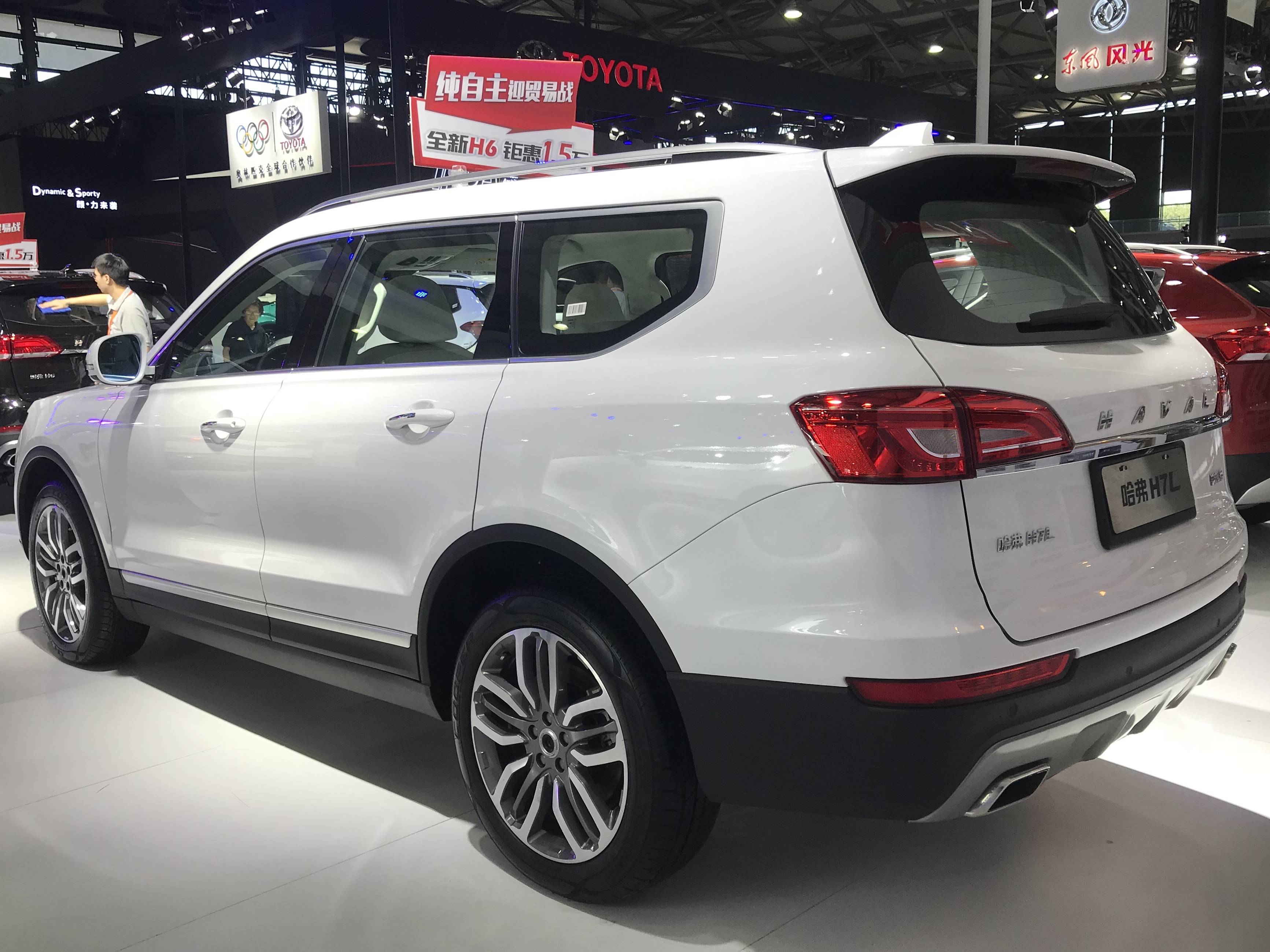
نمونهٔ لوگو قرمز هاوال اچ۷ال، نمای عقب
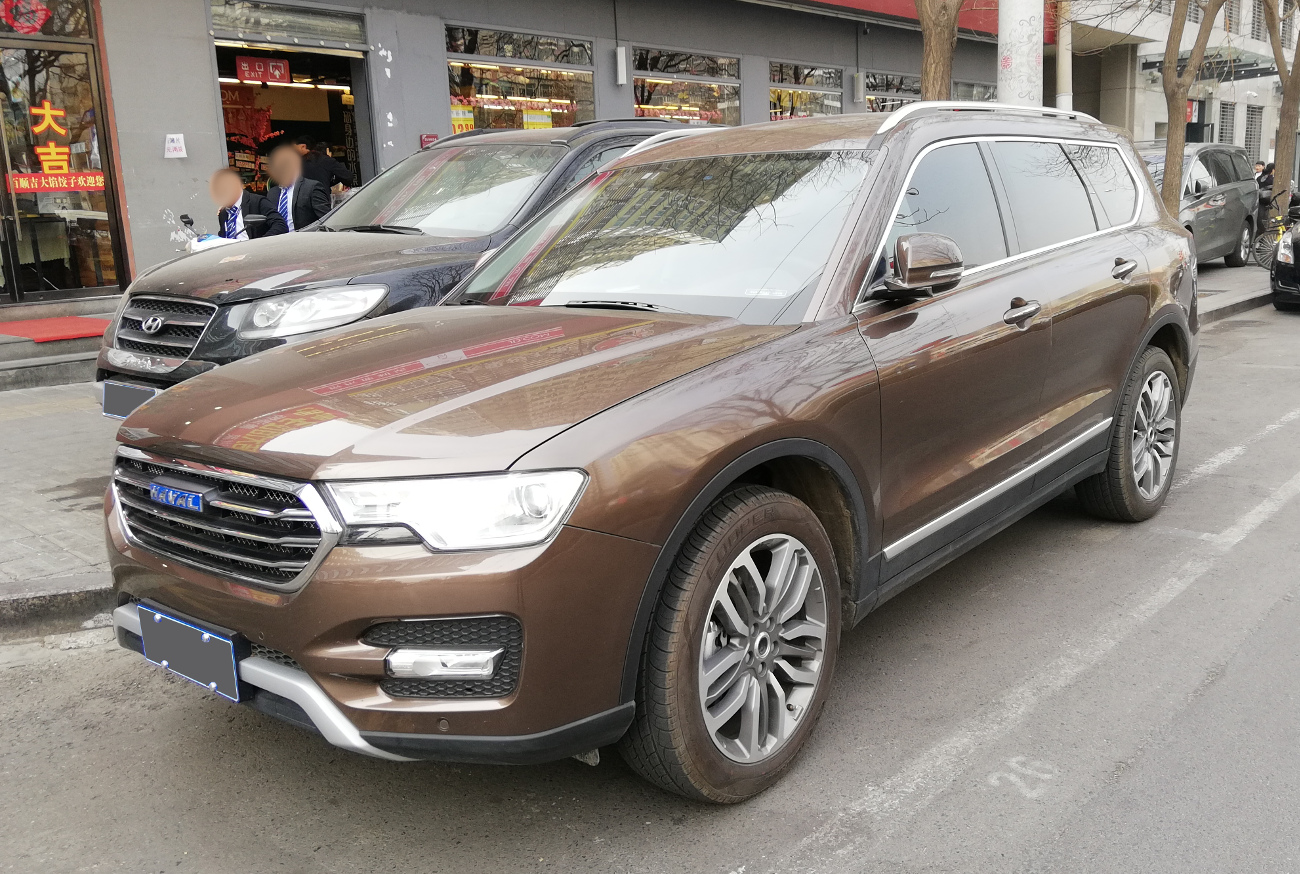
نمونهٔ لوگو آبی هاوال اچ۷ال، نمای جلو
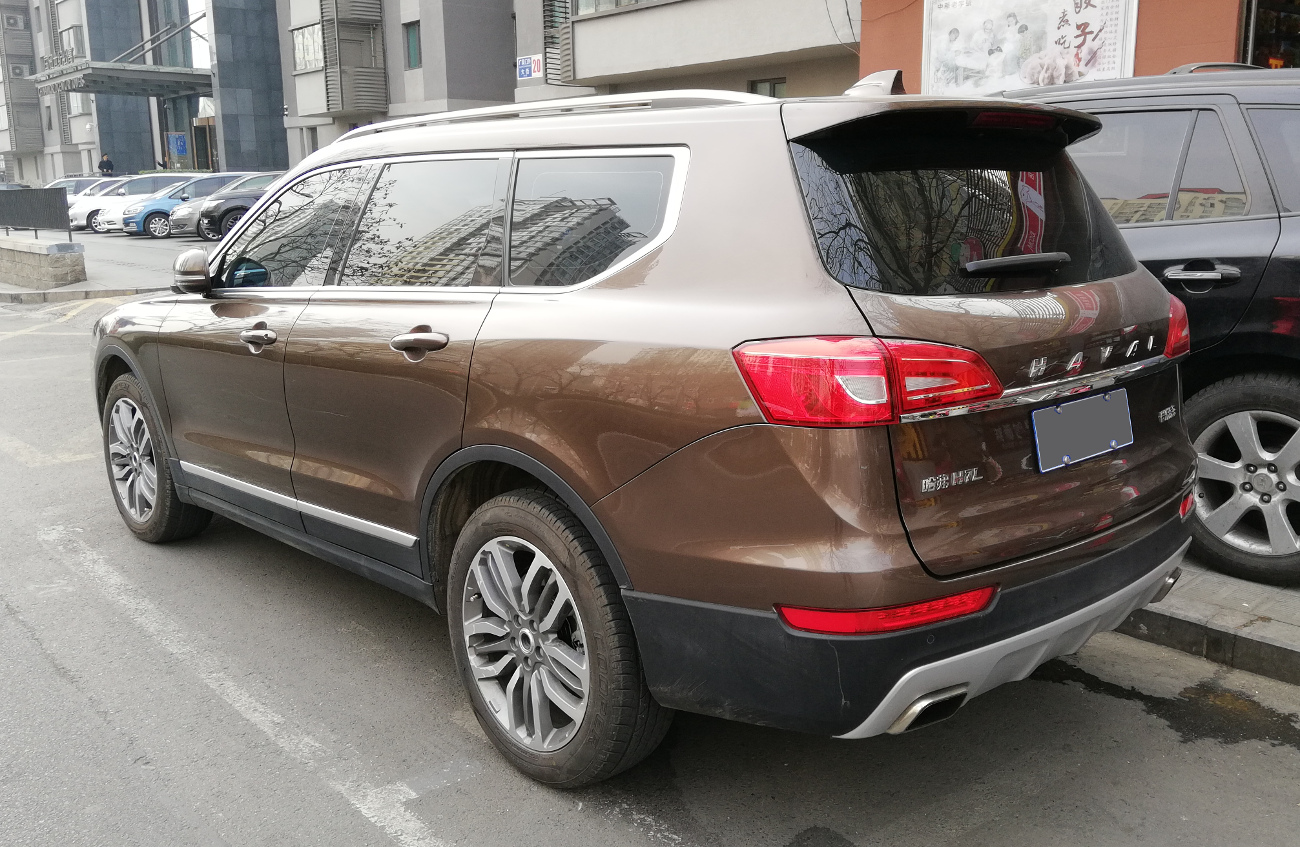
نمونهٔ لوگو آبی هاوال اچ۷ال، نمای عقب